# Catonephele numilia
Espèce
Catonephele numilia ou Cordonnier grec[réf. nécessaire] est une espèce de papillons de la famille des Nymphalidae, sous famille des Biblidinae et genre Catonephele.

## Dénomination
Catonephele numilia a été décrit par Pieter Cramer en 1776 sous le nom de Papilio numilia.

### Sous-espèces
- Catonephele numilia numilia (Cramer, 1776); présent au Suriname.
- Catonephele numilia esite (Felder, 1869); présent au Mexique, au Venezuela, en Colombie, en Équateur et à Trinité-et-Tobago.
- Catonephele numilia immaculata (Jenkins, 1985); présent au Mexique.
- Catonephele numilia neogermanica (Stichel, 1899);présent au Paraguay et au Brésil.
- Catonephele numilia penthia (Hewitson, 1852); présent au Brésil[1].

### Noms vernaculaires
Catonephele numilia se nomme Cordonnier grec[réf. nécessaire] en français et Shoemaker Butterfly en anglais.

## Description
Catonephele numilia est un grand papillon aux ailes antérieures à bord externe concave qui présente un grand dimorphisme sexuel. Chez le mâle le dessus est de couleur noire orné de grosses taches orange deux aux ailes antérieures et une à l'aire basale des ailes postérieure.
Le revers est beige avec aux ailes antérieures une grande plage basale et discale jaune.

## Biologie

### Plantes hôtes
Les plantes hôtes de sa chenille sont Alchornea costaricensis et Alchornea latifolia.

## Écologie et distribution
Catonephele antinoe est présent au Mexique, au Venezuela, en Colombie, en Équateur, à Trinité-et-Tobago, au Paraguay, au Brésil, au Suriname et en Guyane.

### Protection
Pas de statut de protection particulier.